# Proanoplomus japonicus
Proanoplomus japonicus är en tvåvingeart som beskrevs av Tokuichi Shiraki 1933. Proanoplomus japonicus ingår i släktet Proanoplomus och familjen borrflugor. Inga underarter finns listade i Catalogue of Life.